# Префект
Префект (на латински: praefectus, от praeficere = „стоящ начело“, „ръководител“) означава в общия смисъл на думата ръководен представител.

## В Римската империя
В Римската империя за префект се назначавало лице, което било натоварено от определен магистрат или от императора с дадена задача при управлението или военното ръководство.

### Префекти от римскотосенаторскосъсловие
Praefectus urbiсенатор с висок ранг, формален заместник на императора за град Рим и комендант на Cohortes urbanae (градските войски, градския гарнизон). В Късната античност длъжността „градски префект“ била сред най-високите в Рим и Константинопол.
Praefectus aerarii militarisтрима сенатори, които управлявали и се грижели за aerarium militare (касата за ветераните).
Praefectus aeraris Saturniдвама сенатори, които управлявали държавната хазна.
Praefectus alimentorumсенатор, упълномощен да се грижи за alimenta (фондове за грижа за деца в нужда).
Praefectus frumenti dandiдвама бивши претори, натоварени с разпределянето на безплатните храни в Рим.

### Префекти от съсловието наконниците
Praefectus AegyptiУпълномощен с управляването на Египет – най-високата длъжност.
Praefectus praetorioПреториански префект (отговарящ за преторианската гвардия). В Късната античност длъжността била преобразувана в отговорник/глава на гражданското опълчение.
Praefectus annonaeОтговорник за снабдяването на Рим с храни. Такава длъжност имало и в други градове на Римската империя.
Praefectus vigilumКомендант на Vigiles Urbani – нощна стража, играеща роля и на пожарна в Рим.
Praefectus civitatisРимски пълномощник в регион, който (още) не е отделен в самостоятелна провинция. Такъв например е бил Пилат Понтийски, префектът на Юдея.
Praefectus CastrorumКомендант на лагер на римски легион, който като правило бил издиган сред центурионите.
Praefectus classisКомандващ една от римските флоти.
Praefectus fabrumКомандващ занаятчиите в легиона.
Praefectus legionisКомандващ някой от разположените в Египет римски легиони (съответства на Legatus legionis (легат) за другите легиони).
Praefectus vehiculorumРъководител на cursus publicus – държавната служба за оповестяване и свръзки.

### Други префекти
Praefectus collegiiПредводител на професионален (занаятчийски) съюз.
Praefectus iure dicundoнатоварен с правосъдни функции.

## В Католическата църква
В Католическата църква префектът е ръководещ духовник, например в дадена мисия (апостолически префект), или в конгрегация и др.
Префектът в католически интернат (може да е и жена) изпълнява функциите на възпитател, който се грижи за учениците в свободното им време или при самоподготовката им.

## Длъжността префект в някои държави
В Централноафриканската република, Япония и Мароко префектът управлява административното деление префектура.
Във Франция префектът (на френски: préfet) е представител на централната държавна власт в департаментите (département).
Подобна е задачата на префектите в съвременна Италия, отговарящи за провинциите редом с органите на местното самоуправление.
В Румъния префектът изпълнява задължения, покриващи се с тези на областните управители в България.